# Camp de concentració de Jasenovac

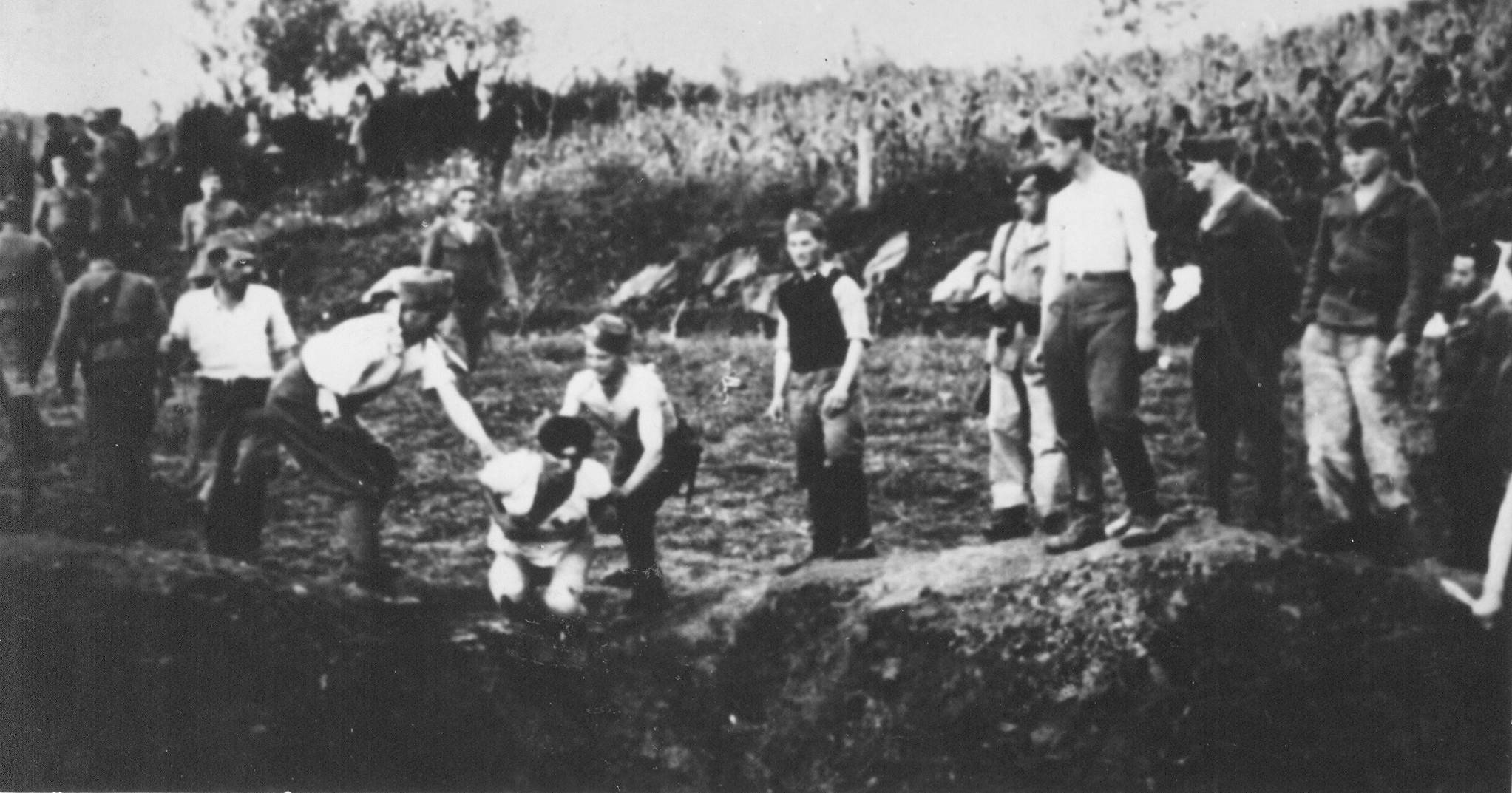
Milicians ústaixes executant presoners del camp de Jasenovac.

El Camp de concentració de Jasenovac (en serbocroat: Логор Јасеновац, Logor Jasenovac) va ser un camp d'extermini a l'Estat Independent de Croàcia (NDH) durant la Segona Guerra Mundial, el més gran fora de Polònia i l'únic que no estava dirigit pels nazis. El campament va ser establert pels ústaixes a l'agost de 1941 i desmantellat l'abril de 1945. A Jasenovac, el major nombre de víctimes van ser serbis, els quals Ante Pavelić considerava els principals opositors del NDH. També hi foren víctimes jueus, eslovens, gitanos, musulmans bosnians,comunistes, i un gran nombre dels partisans de Tito i opositors al règim.
Jasenovac era un complex de cinc subcamps, repartits en 240km2 als marges del riu Sava. El campament més gran va ser a Jasenovac, a uns 100km al sud-est de Zagreb. El complex també comptava amb terrenys a Donja Gradina, un camp per a nens a Sisak (al nord-est), i un campament de dones a Stara Gradiška (al sud-est).

## Nombre de víctimes

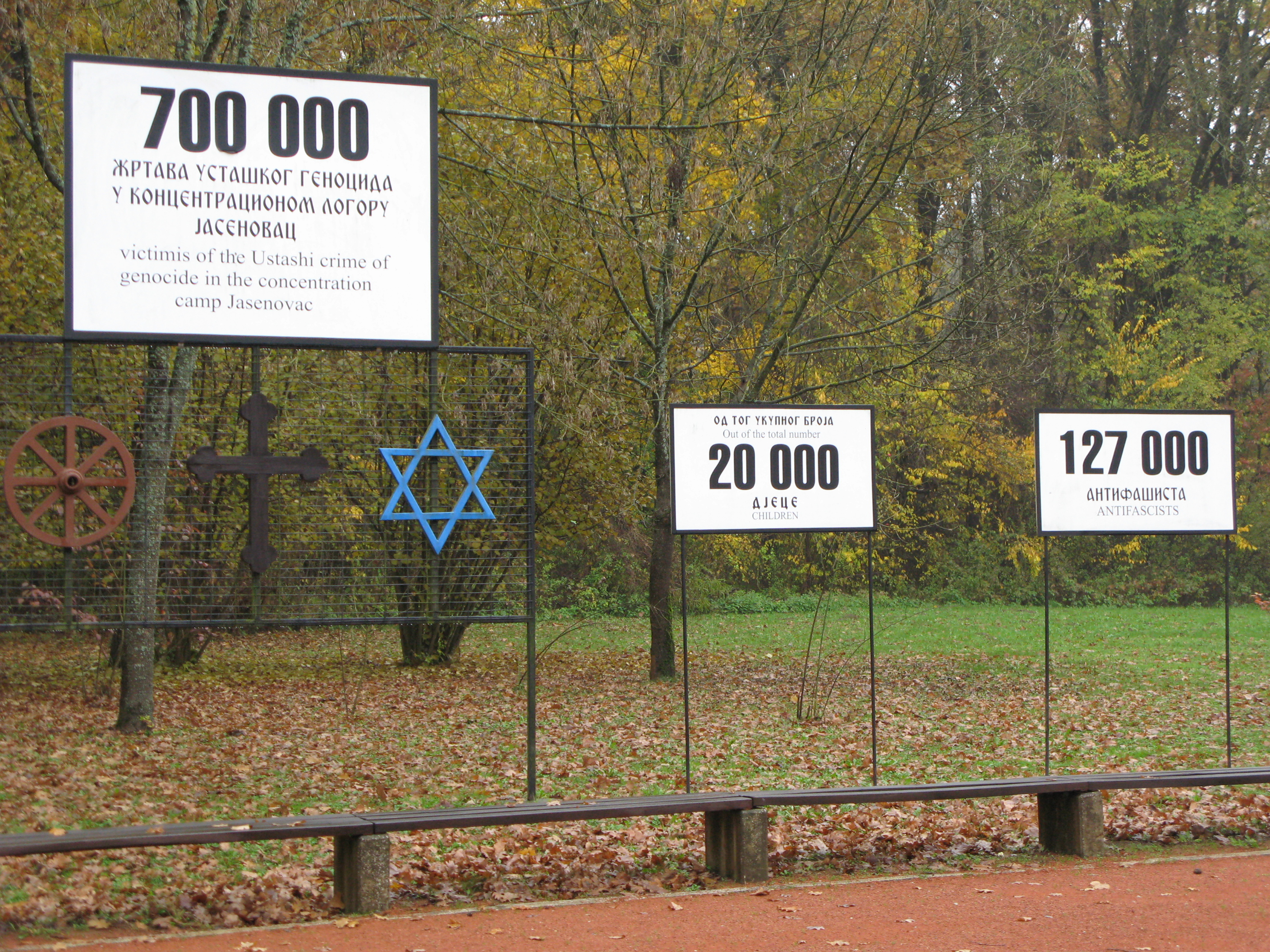
Cartells reivindicant les víctimes de Jasenovac a la vora del riu Sava, en territori de la República Sèrbia.

Els historiadors han tingut dificultats per calcular el nombre de víctimes de Jasenovac, les xifres aportades oscil·len entre 49.600 i 600.000 morts. Les primeres xifres que va oferir la Comissió d'Estat croata assenyalava una xifra entre 500.000 i 700.00 morts. En època de la República Federal de Iugoslàvia, l'estimació oficial del nombre de víctimes va ser de 700.000, però a partir dels anys 90, els croats van començar a suggerir un nombre substancialment menor. El nombre exacte segueix sent un tema de gran controvèrsia i conflicte polític. Les estimacions varien, a causa de la manca de registres precisos, els mètodes utilitzats per realitzar les estimacions, i de vegades les tendències polítiques dels estudis. En alguns casos, famílies senceres van ser exterminades, sense deixar testimoni a cap llista. D'altra banda, s'ha constatat que les llistes inclouen casos de persones que van morir en altres llocs, o que van sobreviure.

## Responsables del camp
Alguns dels oficials del campament i el seu destí després de la guerra són els següents:
- Miroslav Filipović, ústaixa tristament cèlebre pels seus períodes de comandament a Jasenovac i Stara Gradiska,[7] anomenat Fra Sotón (Fra Diable) per la seva crueltat i l'educació cristiana, va ser capturat per les forces comunistes iugoslaves, jutjat i executat el 1946
- Maks Luburic era el comandant de la Ustaska Obrana (Defensa Ústaixa) i, per tant, se'l responsabilitza de tots els crims comesos sota la seva supervisió de Jasenovac, que va visitar dues o tres vegades[8] Després de la guerra es va refugiar a l'Espanya de Franco, però va ser assassinat el 1969 per l'agent iugoslau Ilija Stanic.[9]
- Dinko Sakic va fugir a l'Argentina, però finalment va ser extradit, jutjat i condemnat, el 1999, per les autoritats croates a 20 anys de presó, on va morir el 2008.[10]
- Petar Brzica era un oficial Ústaixa que, durant la nit del 29 d'agost de 1942, presumptament va assassinar unes 1360 persones, guanyant una competició entre els oficials del camp. Brzica també és conegut per haver matat un pres a cops, a la partida de l'administrador Ivica Matković, el març de 1943.[11] El destí de Brzica en la postguerra és desconegut.